# August von Goeben
August Karl Friedrich Christian von Goeben, född 10 december 1816 i Stade, död 13 november 1880 i Koblenz, var en tysk militär.
Goeben inträdde i preussisk tjänst 1833 men avgick 1836 för att kämpa på karlisternas sida i Spanien, blev officer vid preussiska infanteriet 1842, generalstabsofficer 1843, generalmajor 1861 och general av infanteriet 1870. Goeben deltog i spanjorernas fälttåg i Marocko 1860, som brigadchef i 1864 års krig mot Danmark och som infanterifördelningschef i 1866 års krig. Då det fransk-tyska kriget bröt ut 1870 förde Goeben befälet över 8:e armékåren och utmärkte sig särskilt i slaget vid Spicheren 6 augusti. I januari 1871 erhöll han befälet över 1:a armén och tillfogade med densamma den franska nordarmén nederlaget vid Saint Quentin 19 januari. Efter kriget återtog han befälet över 8:e armékåren. Goeben utgav bland annat Vier Jahre in Spanien (1841), Reise- und Lagerbriefe aus Spanien (2 band, 1863) och Das Treffen bei Kissingen (2 band, 1895-97).